# Ядрена енергия
 Тази статия е за физическото явление.  За използването на ядрена енергия в енергетиката вижте Ядрена енергетика.  
Ядрена енергия (използва се и често и като атомна енергия) е енергията, освобождаваща се при разпадането на атомното ядро и намираща приложение в енергетиката за получаване на електричество в резултат на контролирана верижна реакция.
Превръщането на масата в енергия се описва с уравнението {\displaystyle E=mc^{2}} за еквивалентност на маса и енергия, изведено от Алберт Айнщайн през 1905 година.